# Empecamenta jeanneli
Empecamenta jeanneli är en skalbaggsart som beskrevs av Louis Burgeon 1946. Empecamenta jeanneli ingår i släktet Empecamenta och familjen Melolonthidae. Inga underarter finns listade i Catalogue of Life.